# Raúl Márquez
Raúl Márquez est un boxeur mexicano-américain né le 28 août 1971 à Valle Hermoso, Mexique.

## Carrière
Passé professionnel en 1992, il devient champion des États-Unis des super-welters en 1996 et remporte le titre vacant de champion du monde IBF de la catégorie le 12 avril 1997 après sa victoire par arrêt de l'arbitre au 9e round contre Anthony Stephens. Márquez conserve cette ceinture face à Romallis Ellis et Keith Mullings puis est battu aux points par Yory Boy Campas le 6 décembre 1997. Il poursuit sa carrière jusqu'en 2008 et présente un bilan de 41 victoires, 4 défaites et 1 match nul.